# Erich Ahlers
Erich Ahlers (* 3. September 1909 in Rastede; † 2. April 2004 in Rastede) war ein deutscher Gartenbaudirektor in Bremen.

## Biografie
Ahlers lernte einen Beruf als Gärtner in der Schlossgärtnerei in Rastede. Anschließend studierte er Landschaftsarchitektur in Berlin. Er arbeitete danach in verschiedenen Orten als Planer, unter anderem im Gartenbauamt Bremen. In Posen war er als freischaffender Gartenarchitekt tätig und wirkte zusammen mit Werner Lendholt. Während des Zweiten Weltkrieges diente er u. a. von 1941 bis 1943 im Afrikakorps und geriet 1943 in US-amerikanische Gefangenschaft. 1946 kehrte er nach Rastede zurück. 
1947 ernannte ihn der Senat als Nachfolger von Johann Berg zum  Gartenbaudirektor und Leiter des  Friedhofs- und Gartenbauamtes Bremen (heute Stadtgrün Bremen). Zunächst mussten in Bremen die verwüsteten Grünanlagen wieder mit einfachsten Mitteln in Ordnung gebracht werden; dazu gehörten vor allem die  
Bremer Wallanlagen. In der Neustadt entstand der Hohentorsgarten. Der 1933 angelegte, 46 Hektar große Rhododendron-Park Bremen wurde nach Plänen von ihm und dem Gartenarchitekten Johann Berg vergrößert.
Die kommunalen Friedhöfe wurden saniert und ausgebaut. Der Osterholzer Friedhof konnte mit der Anlage des zweiten, etwa 30 Hektar großen Abschnittes, ab 1948 erweitert werden, wobei sein Vorgänger Paul Freye dabei mitwirkte.  
1956 entstand der Friedhof Huckelriede in Huckelriede auf der Werderhöhe mit einer Größe von 27,1 Hektar als Park- und Rasenfriedhof mit einer Kapelle und dem Krematorium. Nach seinem Entwurf entstand 1974 das anonyme Gräberfeld für Urnen des Riensberger Friedhofs.
Das Tidengewässer, Werdersee mit der zwei Kilometer langen Kleinen Weser entstand von 1953 bis 1960 und zugleich wurden die Gartenanlagen mit einem Badestrand, mit Weserpromenaden, Brücke und vergrößerten Kleingartenanlagen angelegt.
Ahlers trat 1974 in den Ruhestand, ihm folgte Leitender Gartenbaudirektor Berndt Andreas im Amt. Ahlers wohnte danach wieder in Rastede.
Er war verheiratet mit Hildegard Ahlers, aus der Ehe stammen zwei Söhne und eine Tochter.
Sein Enkel ist der Berliner Schauspieler Christian Ahlers.